# Acherontia griseofasciata
Acherontia griseofasciata är en fjärilsart som beskrevs av Barend J. Lempke 1959. Acherontia griseofasciata ingår i släktet Acherontia och familjen svärmare. Inga underarter finns listade i Catalogue of Life.